# Luzoniella
Luzoniella is een geslacht van rechtvleugeligen uit de familie sabelsprinkhanen (Tettigoniidae). De wetenschappelijke naam van dit geslacht is voor het eerst geldig gepubliceerd in 1926 door Karny.

## Soorten
Het geslacht Luzoniella  is monotypisch en omvat slechts de volgende soort:
- Luzoniella signifrons (Karny, 1920)